# تورج زاهدی
تورج زاهدی (زادهٔ ۱۳۳۷ در هفتکل خوزستان) نویسنده، خواننده و آهنگساز اهل ایران است.

## زندگی هنری
تورج زاهدی در سال ۱۳۳۷ در هفتکل استان خوزستان متولد شد. از کودکی به ادبیات علاقه‌مند شد و نخستین نوشته‌هایش را در زمینهٔ نقد فیلم، از خوزستان برای مطبوعات ارسال می‌کرد که در اواخر دههٔ ۱۳۴۰ و اوایل دههٔ ۱۳۵۰ در مجلهٔ فیلم و هنر منتشر می‌شد.
 او در سال ۱۳۵۴ به تهران مهاجرت کرد و به صورت رسمی همکاری خود را با مطبوعات آغاز نمود. پس از مدتی به عنوان دبیر صفحهٔ موسیقی در هفته‌نامهٔ تماشا، به کار مشغول شد. نقدی بر اجرای ارکستر سمفونیک به رهبری توماس بالدنر و نقدی بر کنسرت بزرگ ملی به رهبری فرامرز پایور و با صدای خاطره پروانه، از نخستین نوشته‌های او در نقد موسیقی بود. او همچنین نقدی بر موسیقی متن فیلم سینمایی جنگ ستارگان به آهنگسازی و رهبری جان ویلیامز نوشت و نقد موسیقی فیلم را در ایران بنیان‌گذاری کرد. او پس از انقلاب ۱۳۵۷ نیز به نوشتن در حیطهٔ نقد موسیقی ادامه داد و نخستین بار نقدی بر یک آلبوم موسیقی منتشر کرد. این نقد بر کاست «آهنگ‌هایی از عارف و شیدا» با صدای سیما مافیها و موسیقی اسماعیل تهرانی بود. وی پس از مدتی نشریهٔ «دفترهای سینما» را با همکاری بهزاد رحیمیان، داوود مسلمی، خسرو دهقان، پروانه مکانیک و بابک احمدی منتشر کرد، که نخستین نشریهٔ سینمایی پس از انقلاب ۱۳۵۷ بود. با انتشار مجلهٔ ماهنامه فیلم، تورج زاهدی همکاری خود را با این نشریه آغاز کرد که این همکاری بیش از ۲۰ سال به طول انجامید.
تورج زاهدی، علوم هارمونی و آهنگسازی را نزد مرتضی حنانه و موسیقی ایرانی و نوازندگی تار را در کانون فرهنگی چاووش به سرپرستی محمدرضا لطفی آموخت و علاوه بر آموزش تار و سه‌تار به هنرجویان، به آهنگسازی نیز مشغول شد. وی در سال ۱۳۶۸ با سرپرستی و خوانندگی در گروه موسیقی معراج، کنسرتی را در تالار وحدت تهران به اجرا گذاشت. او همچنین در دههٔ ۱۳۶۰ خوانندگی موسیقی فیلم شیر سنگی به آهنگسازی فریدون شهبازیان و خوانندگی مجموعهٔ تلویزیونی |کوچک جنگی به آهنگسازی محمد میرزمانی را بر عهده داشت.
تورج زاهدی در زمینه‌های مختلف هنری و ادبیات از جمله: نویسندگی، شعر، نقاشی، خوانندگی، آهنگسازی، نوازندگی، نقد، تحقیقات فلسفی و عرفانی و بازیگری سینما فعالیت داشته‌است.

## آثار هنری
از جمله آثار هنری تورج زاهدی، می‌توان به موارد زیر اشاره نمود:

### موسیقی
- آهنگسازی و خوانندگی آلبوم موسیقی «عاشقانه»[۱۰]
- آهنگسازی و خوانندگی آلبوم موسیقی «بخت بیدار»[۱۱]
- آهنگسازی و خوانندگی آلبوم موسیقی «از عالم غیب»[۱۲]
- آهنگسازی و خوانندگی آلبوم موسیقی «زنده به عشق»[۱۳]
- خوانندگی آلبوم موسیقی شیر سنگی به آهنگسازی فریدون شهبازیان[۱۴]
- خوانندگی مجموعهٔ تلویزیونی |کوچک جنگی (نخستین اجرا) به آهنگسازی محمد میرزمانی[۱۵]
- آهنگسازی تصنیف «سالک راه» با شعر محمود شاهرخی و خوانندگی محمدعلی قدمی[۱۶]
- آهنگسازی و خوانندگی تصنیف «خورشید رخشان» با شعر مولوی[۱۷]
- آهنگسازی و خوانندگی تصنیف «بهار آمد» با شعر مولوی[۱۸]
- آهنگسازی و خوانندگی تصنیف «یک روز به شیدایی» با شعر سعدی[۱۹]
- آهنگسازی و خوانندگی تصنیف «طالب حضور» با شعر فروغی بسطامی[۲۰]
- خوانندگی تصنیف «لالایی عاشورا» با شعر مصطفی رحماندوست و آهنگسازی محمد میرزمانی[۲۱]
- آهنگسازی و خوانندگی ترانهٔ «دوبیتی بهاری» با شعر بابا طاهر[۲۲]
- آهنگسازی و خوانندگی ترانهٔ «غزل انتظار» با شعر علیرضا قزوه[۲۳]
- خوانندگی ترانهٔ «بهار اینجاست» با شعر زهره نارنجی و آهنگسازی حمید شاهنگیان[۲۴]
- خوانندگی ترانهٔ «مارش بهار» با شعر عبدالرضا رضایی‌نیا و آهنگسازی فروزان زاهدبیگی[۲۵]
- خوانندگی ترانهٔ «تنهایی» با شعر محمد کاظمی و آهنگسازی بهنام کریمی[۲۶]
- آهنگسازی «رنگ شیدایی» (در بیات اصفهان)[۲۷]

### موسیقی متن[۴]
- ترس (فیلم کوتاه)، کارگردان: منصور حاجیان[۲]
- صعود، کارگردان: فریدون جیرانی[۲]
- صبح پرماجرا (یک روز پر ماجرا)، کارگردان: تورج منصوری[۲]
- باغ، کارگردان: احمد طالبی‌نژاد[۲]
- شکوه زندگی، کارگردان: نسرین صابری[۲۸]
- غریبه و آشنا، کارگردان: اسماعیل فلاح‌پور[۲۹]
- محکومین بهشت، کارگردان: حجت‌الله سیفی[۳۰]
- خاکستر و پروانه، کارگردان: رهبر قنبری[۳۱]
- مجوعه تلویزیونی دایره بسته، کارگردان: سیامک شایقی[۳۲]
- هفت شب، کارگردان: امیرقاسم راضی[۲۹]

### بازیگری
- مدرسه رجایی، کارگردان: کریم زرگر[۳۳]
- در مسیر تندباد، کارگردان: مسعود جعفری جوزانی[۳۴]
- غریبانه، کارگردان: احمد امینی[۳۵]

### تألیفات
- به رهبری مرتضی حنانه – انتشارات ماهنامه فیلم، چاپ اول، ۱۳۶۹[۳۶]
- موسیقی فیلم – انتشارات فاریاب، چاپ اول، ۱۳۶۳. – چاپ دوم، انتشارات فردوس، ۱۳۷۶[۴]
- حکمت معنوی موسیقی – انتشارات فردوس، چاپ اول، ۱۳۷۶[۳۷]
- مجموعه آثار ناوال کارلوس کاستاندا – انتشارات فکر روز، چاپ اول، ۱۳۷۶[۳۸]
- مرشدی از عالم غیب (بررسی آثار و عقاید کارلوس کاستاندا) – انتشارات فکر روز، چاپ اول، ۱۳۷۸[۳۹]
- جذابیت عشق – انتشارات فردوس، چاپ اول، ۱۳۷۸[۴۰]
- سینمای معناگرا در ایران – انتشارات بنیاد سینمایی فارابی، چاپ اول، ۱۳۸۴
- خانه پریان – انتشارات کتاب نیستان، چاپ دوم، ۱۳۸۶[۴۱]
- کلنل وزیری – انتشارات امیرکبیر، ۱۳۸۷[۴۲]
- دعوت به ماوراء – انتشارات کتاب نیستان، ۱۳۸۸[۴۳]
- نشانه‌شناسی موسیقی فیلم – انتشارات سوره مهر، ۱۳۸۸[۴۴]
- موسیقی عاشورا – انتشارات سوره مهر (چاپ دوم)، ۱۳۹۰[۴۵]
- تصرف – انتشارات نیستان، ۱۳۹۳[۴۶]